# Стора Енсо
„Стора Енсо“ (на фински: Stora Enso) е финландска компания, работеща главно в сектора на целулозно-хартиената промишленост.
Образувана е през 1998 година чрез сливането на компаниите Енсо (Финландия) и „Стора“ (Швеция) - по онова време най-старото съществуващо дружество с ограничена отговорност в света. Най-голям акционер в новообразуваната компания е правителството на Финландия.
С обем на продажбите от 14,6 млрд. евро (2006) „Стора Енсо“ е най-голямата компания в дървообработващия и хартиения сектор в Европейския съюз и третата в света.